# Natal'ja Egorova
Natal'ja Vladimirovna Egorova (in russo Наталья Владимировна Егорова?; Mosca, 13 settembre 1966) è un'ex tennista sovietica, successivamente russa.

## Carriera
Nei primi anni scendeva in campo con il cognome da nubile come Natal'ja Bykova, ha raggiunto tre finali WTA nel doppio femminile vincendo le edizioni del 1988 a Kansas City e Singapore, grazie a questi risultati è salita alla 26ª posizione nella classifica mondiale.
In singolare non è riuscita a replicare i risultati ottenuti in coppia ma è comunque entrata nella top-100 mondiale, ha fatto parte della squadra sovietica di Fed Cup nel biennio 1985-86 vincendo sei incontri e perdendone due.

## Statistiche

### Doppio

#### Vittorie (2)
| Numero | Anno | Torneo                                | Superficie  | Compagna             | Avversarie in finale           | Punteggio |
| 1.     | 1988 | Virginia Slims of Kansas, Kansas City | Cemento (i) | Svetlana Parkhomenko | Jana Novotná Catherine Suire   | 6–3, 6–4  |
| 2.     | 1988 | Singapore Open, Singapore             | Cemento     | Natalia Medvedeva    | Leila Meskhi Svetlana Cherneva | 7–6, 6–3  |

#### Finali perse (1)
| Numero | Anno | Torneo               | Superficie  | Compagna     | Avversarie in finale              | Punteggio      |
| 1.     | 1987 | WTA Hamburg, Amburgo | Terra rossa | Leila Meskhi | Claudia Kohde-Kilsch Jana Novotná | 6(1)–7, 6(6)–7 |